# Países Bajos en los Juegos Olímpicos de Cortina d'Ampezzo 1956
Los Países Bajos estuvieron representados en los Juegos Olímpicos de Cortina d'Ampezzo 1956 por un total de 8 deportistas que compitieron en 2 deportes.  
El portador de la bandera en la ceremonia de apertura fue el patinador de velocidad Kees Broekman. El equipo olímpico neerlandés no obtuvo ninguna medalla en estos Juegos.